# كينت فولكون
كينت فولكون (بالإنجليزية: Kent Faulcon)‏ مواليد 1 يناير 1971، هو ممثل ومخرج أمريكي بدأ مسيرته الفنية سنة 1989.

## الأعمال

### أفلام
- موت قاسي مع انتقام (1995)
- رجال ذو بزات سوداء (1997)
- جمال أمريكي (1999)
- حرب العوالم (2005)
- سيلما (2014) (بدور: سوليفان جاكسون)

### مسلسلات
| السنة | العمل            | الدور         |
| ----- | ---------------- | ------------- |
| 1998  | جاغ              |               |
| 2000  | إن واي بي دي بلو | راندال ديكسون |
| 2000  | المسحورات        |               |
| 2000  | غيرلفريندز       | فرانك أندرسون |
| 2004  | الجنة السابعة    |               |
| 2004  | إن سي آي إس      |               |
| 2005  | 24               |               |
| 2005  | سي إس آي: ميامي  |               |
| 2007  | عقول إجرامية     |               |
| 2007  | القرش            | جون رامزي     |
| 2008  | ربات بيوت يائسات |               |
| 2008  | بونز             |               |
| 2008  | بوسطن ليغال      | أوين باترسون  |

## روابط خارجية
- كينت فولكون على موقع IMDb (الإنجليزية)
- كينت فولكون على موقع ألو سيني (الفرنسية)
- كينت فولكون على موقع أول موفي (الإنجليزية)
- كينت فولكون على موقع قاعدة بيانات الأفلام السويدية (السويدية)
- كينت فولكون على موقع قاعدة بيانات الفيلم (الإنجليزية)
- كينت فولكون على موقع كينوبويسك (الروسية)